# William Dodge
William Dodge (n. 7 ianuarie 1925, Pennsylvania, SUA – d. 7 iulie 1987, Bryn Mawr⁠(d), Comitatul Montgomery, Pennsylvania, Pennsylvania, SUA) a fost un bober ce a reprezentat Statele Unite ale Americii, medaliat olimpic. A participat la o ediție a Jocurilor Olimpice (1956) în care a câștigat o medalie de bronz.

## Participări
Lista de mai jos prezintă principalele competiții la care a participat William Dodge de-a lungul carierei.
- bobsleigh at the 1956 Winter Olympics – four-man[*]